# Богородицкое (Горшеченский район)
Богородицкое — село в Горшеченском районе Курской области России. Входит в состав городского поселения посёлок Горшечное.

## География
Село находится в восточной части Курской области, в лесостепной зоне, в пределах юго-западной части Среднерусской возвышенности, на берегах реки Гнилуши, на расстоянии примерно 4 километров (по прямой) к юго-востоку от посёлка городского типа Горшечное, административного центра района. Абсолютная высота — 169 метров над уровнем моря.
Часовой пояс
Село Богородицкое, как и вся Курская область, находится в часовой зоне МСК (московское время). Смещение применяемого времени относительно UTC составляет +3:00.

## Население
| 1859 | 1897  | 2002 | 2010 | 2014 | 2016 | 2017 |
| ---- | ----- | ---- | ---- | ---- | ---- | ---- |
| 1908 | ↘1813 | ↘474 | ↘336 | ↘293 | ↘264 | ↘241 |
| 2018 | 2019  | 2020 | 2021 |      |      |      |
| ↘224 | ↘219  | ↘207 | ↗223 |      |      |      |

Гендерный состав
По данным Всероссийской переписи населения 2010 года в гендерной структуре населения мужчины составляли 40,2 %, женщины — соответственно 59,8 %.
Национальный состав
Согласно результатам переписи 2002 года, в национальной структуре населения русские составляли 99 % из 474 чел.

## Улицы
Уличная сеть села состоит из восьми улиц.